# 古螺城

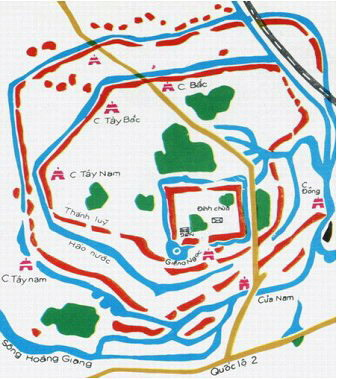
古螺城地图，红色为城墙，蓝色为水面，绿色为树木。

古螺城（越南语：／）是河内以北约20公里的一座古代城堡。

## 考古

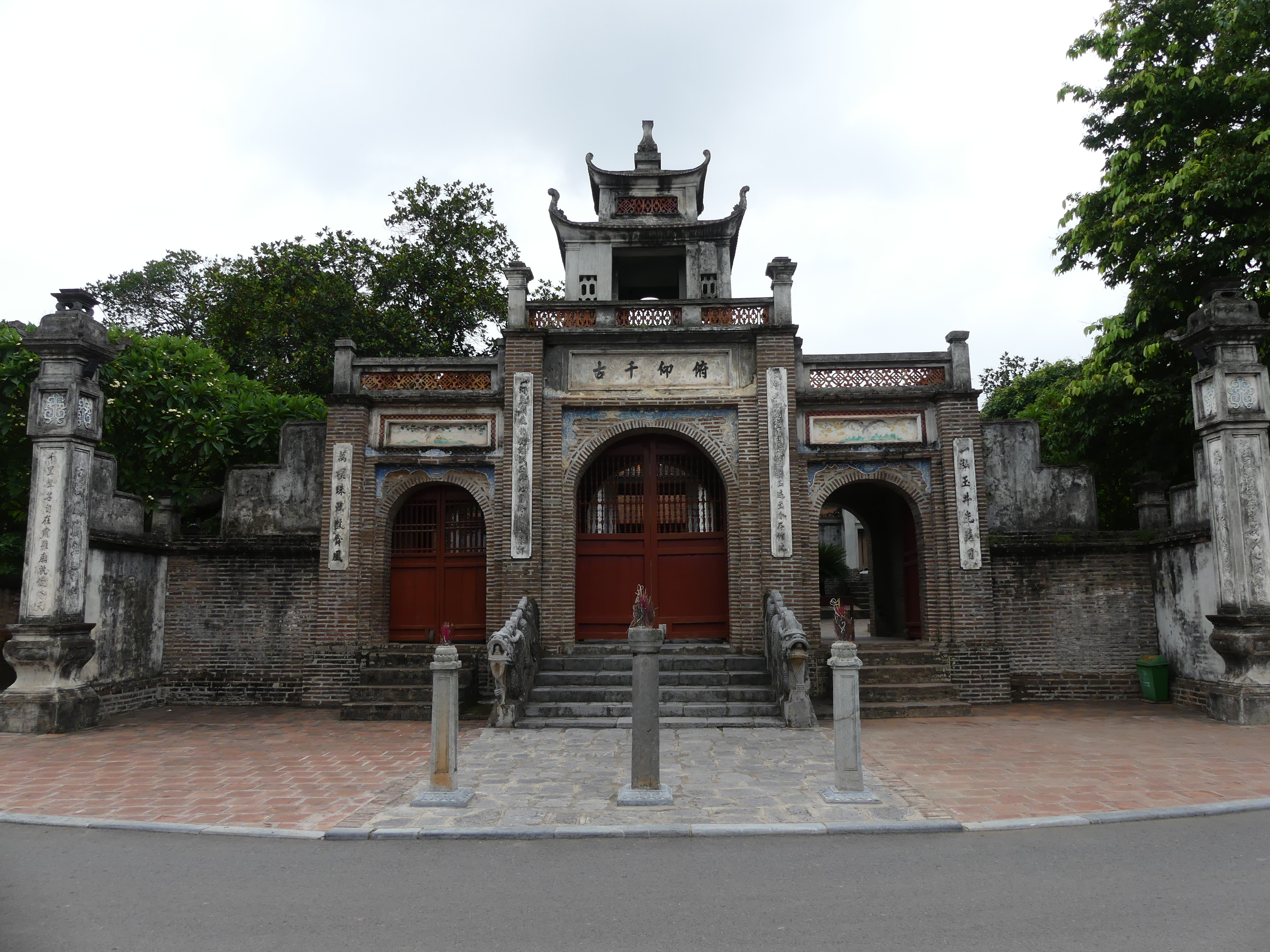
古螺城内部安阳王庙。

据中代民间传说，公元前257年，蜀泮击败了最后的雄王，建立了瓯雒国，选择红河三角洲北部河漫滩的古螺城作为新首都。这座城堡是一个螺旋形的巨大建筑群，修建时动用了大量的劳动力和资源。古典文学博士黎志桂說過，不要用漢字閱論"古螺"。漢喃学界曰，"古螺"记音有它的起源原始马来-波利尼西亚语族、哪一些極端民族主義個人常荒說"古越語"。意思是"K'la"又白雞邑（越南语：／）或雞村，地名應白雞精（台语民族代表）鬥金亀神（中洲文化混融象徵）的玄史。除了、地名雞村一直持續到20世紀末。
雖然於越南古代歷史科学教師何文晉與考古博士阮氏厚的專考，吳王權朝代（相應五代十國南唐之期）古城古螺（越南语：／）遺跡包括外侧的两层城墙，和内侧的长方形城堡。外城墙周长8公里，高12米，底部宽25米。考古学家估计，构建整个要塞，运输了超过200万立方米的材料。中代史记辩护，該城在鸿庞氏末期（约公元前257年）被確立為甌貉的首都。

## 書籍
- 《元和郡縣志》：「昔秦人築城於武周塞以備胡，城將成而崩者數矣，有馬馳走周旋反复，父老異之，因依而築，城乃不崩，遂名馬邑」。
- 《嶺南摭怪 · 金龜傳》：講述趙佗攻打安陽王時，安陽王女兒媚珠被趙仲始欺騙，將「神機弩」交給趙佗而導致亡國的傳說。
- 《越甸幽靈集 · 廣利大王》：為有關國都昇龍的「龍度福神」被高駢鎮壓不遂的傳說及受越南人敬奉的情況。

## 参見
- 馬邑城